# Ivelina Ilieva
Ivelina Ilieva –en búlgaro, Ивелина Илиева– (16 de agosto de 1991) es una deportista búlgara que compite en judo. Ganó una medalla de plata en el Campeonato Europeo de Judo de 2016, en la categoría de –57 kg.

## Palmarés internacional
| Campeonato Europeo | Campeonato Europeo | Campeonato Europeo | Campeonato Europeo |
| Año                | Lugar              | Medalla            | Categoría          |
| ------------------ | ------------------ | ------------------ | ------------------ |
| 2016               | Kazán (Rusia)      | Medalla de plata   | –57 kg             |